# ريتشارد بيكر (تنس)
ريتشارد بيكر (بالألمانية: Richard Becker) مواليد 29 يناير 1991، هو لاعب كرة مضرب ألماني بدأ مسيرته كمحترف سنة 2011 يلعب باليد اليمنى.
أعلى مركز له في تصنيف رابطة محترفي كرة المضرب في الفردي كان المركز الـ 349 في سنة 2014.
أعلى تصنيف له في الزوجي كان المركز الـ 591 في سنة 2014.

## روابط خارجية
- ريتشارد بيكر على موقع رابطة محترفي التنس (الإنجليزية)
- ريتشارد بيكر على موقع الاتحاد الدولي لكرة المضرب (الإنجليزية)
- ريتشارد بيكر على موقع خلاصة التنس.كوم (الإنجليزية)